# Roermond
Roermond – miasto w południowej Holandii, w prowincji Limburgia, nad Mozą, w pobliżu granicy z Niemcami. Około 45 tys. mieszkańców.
W mieście znajduje się stacja kolejowa Roermond.
Gmina Roermond obejmuje oprócz swej siedziby także miejscowość Swalmen, zajmuje 71,10 km² powierzchni i według danych z 2014 roku liczy 57 030 mieszkańców.
W mieście rozwinął się przemysł elektrotechniczny, drzewny, papierniczy oraz spożywczy.

## Miasta partnerskie
- Mönchengladbach, Koszalin, Vinkovci, Marktredwitz, Nepomuk